# Carl Friedrich Ernst Frommann
Carl Friedrich Ernst Frommann (Jena, 14 settembre 1765 – Jena, 12 giugno 1837) è stato un editore tedesco.
Attivo nei circoli del classicismo di Weimar e amico e mecenate di (tra gli altri) Goethe, Minna Herzlieb e Louise Seidler.